# Birkat Jozer Or
Birkat Jozer Or  (hebräisch בִּרְכַּת יוֹצֵר אוֹר – Der Segen für den Schöpfer des Lichts) ist Teil des jüdischen Morgengebets  Schacharit und
der erste der beiden Segenssprüche, die unmittelbar vor dem Schma Jisrael während des Schacharit vorgetragen werden. 

„בָּרוךְ אַתָּה יְיָ אֱלֹהֵנוּ מֶלֶךְ הָעוֹלָם, יוֹצֵר אוֹר וּבוֹרֵא חשֶׁךְ, עֹשֶֹה שָׁלוֹם וּבוֹרֵא אֶת הַכֹּל. בָּרוךְ אַתָּה, יְיָ, יוֹצֵר הַמְּאוֹרוֹת“

„Gesegnet bist Du […] unser Gott, König des Weltalls, der Licht und Dunkelheit schafft, der Frieden stiftet und alle Dinge schafft. Gesegnet bist Du […] der Licht schafft.“

## Beschreibung
Laut dem Midrasch waren Adam und Eva die ersten Menschen, die diesen Segenspruch vortrugen, als sie im Garten Eden waren.
Birkat Jozer beinhaltet den Segensspruch für die Sonne, weil die Sonne für das Leben unentbehrlich ist. So stellt die Sonne das Licht zur Verfügung, das für das ganze Leben auf der Erde erforderlich ist.
Der erste Vers stammt aus dem (Jes 45,7 ) und entspricht dem ersten Abschnitt des Schma.
Der Segensspruch umfasst zwei Gegenstände. Zum ersten wird die göttliche Weisheit beschrieben, die sich als Teil einer kosmischen Ordnung darstellt. Zum zweiten werden die Engel beschrieben. So bildet das Lob der Engel einen Teil der Keduscha.